# За слідом володаря
«За слідом володаря» («По следу властелина») — радянський художній фільм 1979 року, знятий режисером Вадимом Дербеньовим на кіностудії «Мосфільм».

## Сюжет
Дія гостросюжетного фільму відбувається в першу повоєнну зиму в уссурійській тайзі — одному із заповідних районів Далекого Сходу, де ще лишилися тигри. Молодий біолог Василь Бєлов (Юрій Бєляєв) залучає на свій бік місцевих жителів та здобуває перемогу над браконьєрами.

## У ролях
- Юрій Бєляєв — Василь Андрійович Бєлов
- Володимир Самойлов — Когтєв
- Людмила Зайцева — Тетяна
- Гульча Ташбаєва — Агнія
- Мухарбек Аков — Олексій Мернов
- Михайло Кислов — Своєкоров
- Віктор Мамаєв — Федюха
- Максим Мунзук — Угадайкін
- Юрій Назаров — Семен
- Микола Погодін — Мітюхін
- Іван Рижов — Куфейкін
- Віктор Маркін — мисливець
- Рафік Сабіров — епізод
- Олександр Своротенін — Костін
- Микола Сморчков — мисливець
- Сергій Юртайкін — мисливець
- Віктор Яковлєв — мисливець
- Іван Турченков — Селіван, мисливець

## Знімальна група
- Режисер — Вадим Дербеньов
- Сценаристи — Вадим Дербеньов, Артур Макаров, Ігор Якимушкін, Олег Кузнецов
- Оператор — Віктор Пищальников
- Композитор — Володимир Чернишов
- Художник — Вадим Кислих